# كيرشنلاميتس
كيرشنلاميتز (بالألمانية: Kirchenlamitz) هي بلدة ألمانية تقع في ألمانيا في بافاريا. يقدر عدد سكانها بـ 3,817 نسمة .

## المدن التوأمة
مدينة Kobyla Góra, Greater Poland Voivodeship هي مدينة توأمة لـكيرشنلاميتز.

## أعلام
- إدوارد فاغنر
- إرفين راوش